# Псалом 24

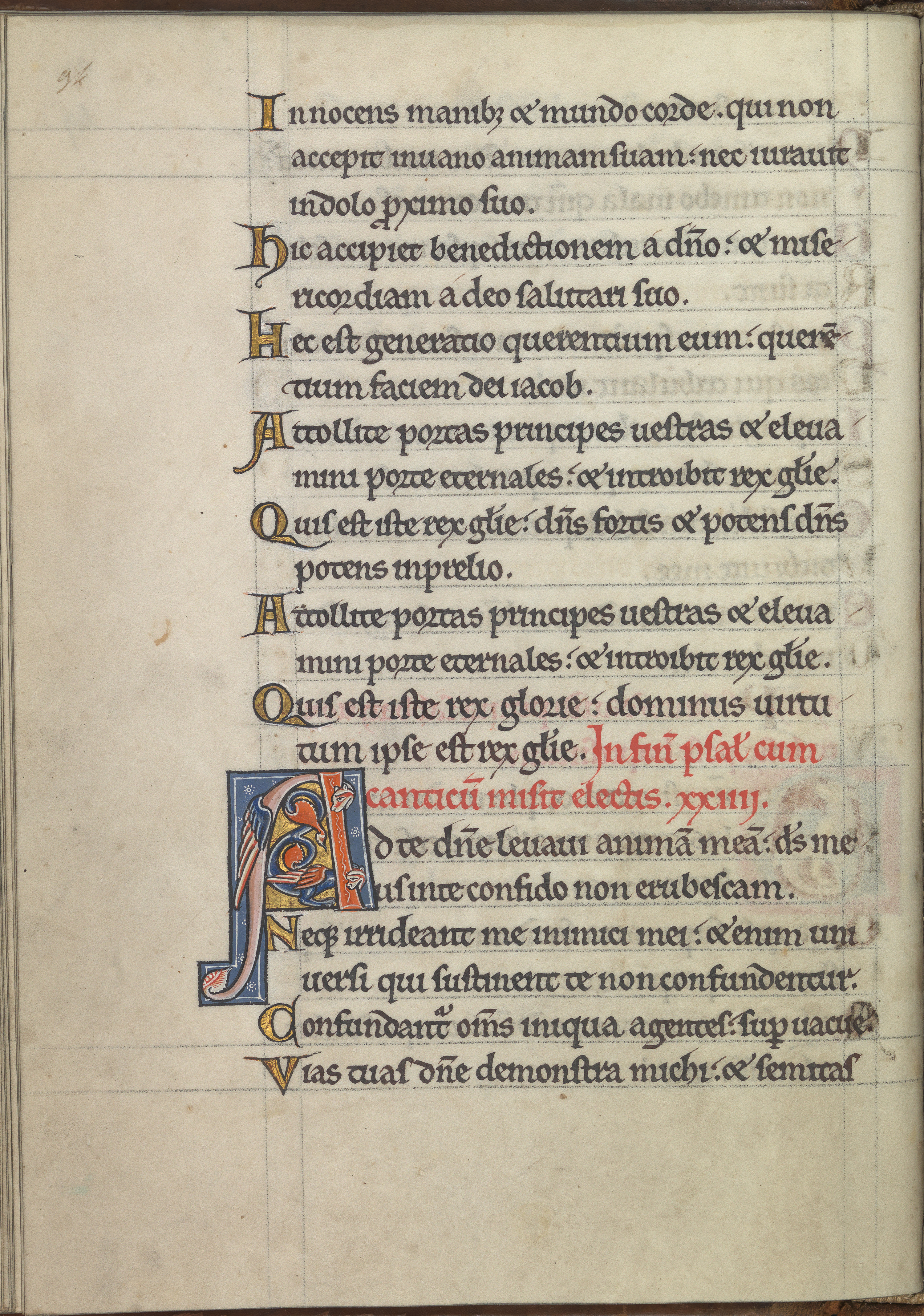
24-й псалом на листе из Псалтири Алиеоноры Аквитанской

Два́дцать четвёртый псало́м — «алфавитный» дидактический псалом, 24-й псалом из книги Псалтирь (в масоретской нумерации — 25-й). Известен по латинскому инципиту Ad te Domine levavi animam meam, «Къ Тебѣ Господи воздвигохъ душу мою». Является одним из восьми псалмов, составленных в виде акростиха: 9, 24, 33, 36, 110, 111, 118, 144. Псалом является смешением разнообразных молитв, связанных между собой лишь алфавитным порядком.
Псалом написан Давидом во время гонений от Авессалома. Спаси меня, Господи, от врагов и научи меня следовать правде (стихи 1—6). Ты — Милостив, прости мои грехи и наставь меня (стихи 7—10). Очисти и спаси меня от окружающих врагов и тяжёлых страданий, так как я надеюсь только на Тебя (стихи 11—21).

## Текст
Псалом на еврейском языке составлен в виде акростиха согласно количеству и порядку букв еврейского алфавита, представляя собой один из видов художественного построения речи, облегчающего её запоминание и предохраняющего от посторонних вставок или изъятий. Акростих виден лишь в псалме на еврейском языке. Отсутствуют стихи, которые начинаются с букв еврейского алфавита бет, вав, куф, притом предыдущий или последующий стихи — удлинены. В конце псалма добавлен стих вне алфавита для богослужебного употербления.
Псалмы 24, 33, 36, 144 хотя и составлены в виде акростиха, но в них отсутствуют еврейские буквы, с которых начинаются стихи. В 24-м псалме отсутствуют буквы бет, вав, куф, в 33-м псалме — буква вав, в 144-м псалме — буква нун. Одни считают это ошибкой переписчика, другие считают это поздней цензурой. Псалмы 110, 111, 118 имеют полный набор и порядок букв еврейского алфавита.
| Греческий текст | Церковнославянский перевод греческого текста                                                                                       | Еврейский текст                                                     |
| --- | --- | ------------------------------------------------------------------- |
| ψαλμὸς τῷ Δαυιδ | | לדוד‬                                                                |
| προς σέ κύριε ἦρα τὴν ψυχήν μου ὁ θεός μου ἐπι σοὶ πέποιθα μὴ κατα ισχυνθείην μηδὲ καταγελασάτωσάν μου οἱ ἐχθροί μου                        | къ тебѣ́ го́споди воздвиго́хъ ду́шу мою́ бо́же мо́й на тя́ упова́хъ да не постыжу́ся во вѣ́къ ниже́ да посмѣю́тмися врази́ мои́                   | Алеф אליך יהוה נפשי אשא אלהי בך בטחתי אל אבושה אל יעלצו איבי לי‬     |
| | | Бет                                                                 |
| καὶ γὰρ πάντες οἱ ὑπομένοντές σε οὐ μὴ καταισχυνθῶσιν αἰσχυνθήτωσαν πάντες οἱ ἀνομοῦντες δια κενῆς                                          | и́бо вси́ терпя́щiи тя́ не постыдя́тся да постыдя́тся беззако́ннующiи вотще́                                                               | Гимель גם כל קויך לא יבשו יבשו הבוגדים ריקם‬                         |
| τὰς ὁδούς σου κύριε γνώρισόν μοι καὶ τὰς τρίβους σου δίδαξόν με                                                                             | пути́ твоя́ го́споди скажи́ ми и стезя́мъ твои́мъ научи́ мя                                                                               | Далет דרכיך יהוה הודיעני ארחותיך למדני‬                              |
| ὁδήγησόν με ἐπι τὴν ἀλήθειάν σου καὶ δίδαξόν με ὅτι σὺ εἶ ὁ θεὸς ὁ σωτήρ μου καὶ σὲ ὑπέμεινα ὅλην τὴν ἡμέραν                                | наста́ви мя́ на и́стину твою́ и научи́ мя я́ко ты́ еси́ бо́гъ спа́съ мо́й и тебе́ терпѣ́хъ ве́сь де́нь                                            | Хе הדריכני באמתך ולמדני כי אתה אלהי ישעי אותך קויתי כל היום‬         |
| | | Вав                                                                 |
| μνήσθητι τῶν οἰκτιρμῶν σου κύριε καὶ τὰ ἐλέη σου ὅτι ἀπο τοῦ αἰῶνός εἰσιν                                                                   | помяни́ щедро́ты твоя́ го́споди и ми́лости твоя́ я́ко от вѣ́ка су́ть                                                                        | Заин זכר רחמיך יהוה וחסדיך כי מעולם המה‬                             |
| ἁμαρτίας νεότητός μου καὶ ἀγνοίας μου μὴ μνησθῇς κατα τὸ ἔλεός σου μνήσθητί μου σὺ ἕνεκα τῆς χρηστότητός σου κύριε                          | грѣ́хъ ю́ности моея́ и невѣ́дѣнiя моего́ не помяни́ по ми́лости твое́й помяни́ мя ты́ ра́ди бла́гости твоея́ го́споди                            | Хет חטאות נעורי ופשעי אל תזכר כחסדך זכר לי אתה למען טובך יהוה‬       |
| χρηστὸς καὶ εὐθὴς ὁ κύριος δια τοῦτο νομοθετήσει ἁμαρτάνοντας ἐν ὁδῷ                                                                        | бла́гъ и пра́въ госпо́дь сего́ ра́ди законоположи́тъ согрѣша́ющымъ на пути́                                                                | Тет טוב וישר יהוה על כן יורה חטאים בדרך‬                             |
| ὁδηγήσει πραεῖς ἐν κρίσει διδάξει πραεῖς ὁδοὺς αὐτοῦ                                                                                        | наста́витъ кро́ткiя на су́дъ научи́тъ кро́ткiя путе́мъ свои́мъ                                                                            | Йуд ידרך ענוים במשפט וילמד ענוים דרכו‬                               |
| πᾶσαι αἱ ὁδοὶ κυρίου ἔλεος καὶ ἀλήθεια τοῖς ἐκζητοῦσιν τὴν δια θήκην αὐτοῦ καὶ τὰ μαρτύρια αὐτοῦ                                            | вси́ путiе́ госпо́дни ми́лость и и́стина взыска́ющымъ завѣ́та его́ и свидѣ́нiя его́                                                          | Каф כל ארחות יהוה חסד ואמת לנצרי בריתו ועדתיו‬                       |
| ἕνεκα τοῦ ὀνόματός σου κύριε καὶ ἱλάσῃ τῇ ἁμαρτίᾳ μου πολλὴ γάρ ἐστιν                                                                       | ра́ди и́мене твоего́ го́споди и очи́сти грѣ́хъ мо́й мно́гъ бо е́сть                                                                         | Ламед למען שמך יהוה וסלחת לעוני כי רב הוא‬                           |
| τίς ἐστιν ἄνθρωπος ὁ φοβούμενος τὸν κύριον νομοθετήσει αὐτῷ ἐν ὁδῷ ᾗ ᾑρετίσατο                                                              | кто́ есть человѣ́къ боя́йся го́спода законоположи́тъ ему́ на пути́ его́же изво́ли                                                           | Мем מי זה האיש ירא יהוה יורנו בדרך יבחר‬                             |
| ἡ ψυχὴ αὐτοῦ ἐν ἀγαθοῖς αὐλισθήσεται καὶ τὸ σπέρμα αὐτοῦ κληρονομήσει γῆν                                                                   | душа́ его́ во благи́хъ водвори́тся и сѣ́мя его́ наслѣ́дитъ зе́млю                                                                          | Нун נפשו בטוב תלין וזרעו יירש ארץ‬                                   |
| κραταίωμα κύριος τῶν φοβουμένων αὐτόν καὶ τὸ ὄνομα κυρίου τῶν φοβουμένων αὐτόν καὶ ἡ δια θήκη αὐτοῦ τοῦ δηλῶσαι αὐτοῖς                      | держа́ва госпо́дь боя́щихся его́ и завѣ́тъ его́ яви́тъ и́мъ                                                                                | Самех סוד יהוה ליראיו ובריתו להודיעם‬                                |
| οἱ ὀφθαλμοί μου δια παντὸς προς τὸν κύριον ὅτι αὐτὸς ἐκσπάσει ἐκ παγίδος τοὺς πόδας μου                                                     | очи мои́ вы́ну ко го́споду я́ко то́й исто́ргнетъ от сѣ́ти но́зѣ мои́                                                                        | Аин עיני תמיד אל יהוה כי הוא יוציא מרשת רגלי‬                        |
| ἐπιβλεψον ἐπ᾿ ἐμὲ καὶ ἐλέησόν με ὅτι μονογενὴς καὶ πτωχός εἰμι ἐγώ                                                                          | при́зри на мя́ и поми́луй мя́ я́ко единоро́дъ и ни́щ е́смь а́зъ                                                                             | Пе פנה אלי וחנני כי יחיד ועני אני‬                                   |
| αἱ θλίψεις τῆς καρδίας μου ἐπλατύνθησαν ἐκ τῶν ἀναγκῶν μου ἐξάγαγέ με                                                                       | ско́рби се́рдца моего́ умно́жишася от ну́ждъ мои́хъ изведи́ мя                                                                            | Цади צרות לבבי הרחיבו ממצוקותי הוציאני‬                              |
| | | Куф                                                                 |
| ἰδὲ τὴν ταπείνωσίν μου καὶ τὸν κόπον μου καὶ ἄφες πάσας τὰς ἁμαρτίας μου ἰδὲ τοὺς ἐχθρούς μου ὅτι ἐπληθύνθησαν καὶ μῖσος ἄδικον ἐμίσησάν με | ви́ждь смире́нiе мое́ и тру́дъ мо́й и оста́ви вся́ грѣхи́ моя́ ви́ждь враги́ моя́ я́ко умно́жишася и ненавидѣ́нiемъ непра́веднымъ возненави́дѣша мя́ | Реш ראה עניי ועמלי ושא לכל חטאותי ראה אויבי כי רבו ושנאת חמס שנאוני‬ |
| φύλαξον τὴν ψυχήν μου καὶ ῥῦσαί με μὴ καταισχυνθείην ὅτι ἤλπισα ἐπι σέ                                                                      | сохрани́ ду́шу мою́ и изба́ви мя́ да не постыжу́ся я́ко упова́хъ на тя́                                                                     | Шин שמרה נפשי והצילני אל אבוש כי חסיתי בך‬                           |
| ἄκακοι καὶ εὐθεῖς ἐκολλῶντό μοι ὅτι ὑπέμεινά σε κύριε                                                                                       | незло́бивiи и пра́вiи прилѣпля́хуся мнѣ́ я́ко потерпѣ́хъ тя́ го́споди                                                                      | Тав תם וישר יצרוני כי קויתיך‬                                        |
| λύτρωσαι ὁ θεός τὸν Ισραηλ ἐκ πασῶν τῶν θλίψεων αὐτοῦ                                                                                       | изба́ви бо́же изра́иля от всѣ́хъ скорбе́й его́                                                                                           | פדה אלהים את ישראל מכל צרותיו‬                                       |

## Толкование
Псалом состоит из пяти частей:
I. Защити (стихи 1—3).
II. Направь (стихи 4—5).
III. Прости (стихи 6—7, 11).
IV. Наставь (стихи 8—11).
V. Сохрани (стихи 12—21).
Двадцать второй стих
«Избавь, Боже, Израиля от всех скорбей его».
Комментарий профессора Лопухина: «Этот стих представляет литургическую прибавку».
В этом стихе содержится молитва к Богу за весь израильский народ.

## Богослужебное использование
Православие
В Русской православной церкви этот псалом входит в состав 3-го часа, дополняя содержание 16-го псалма искренней молитвой к Богу о духовном очищении молящегося (Пс. 24:1, 7, 11) для достойного присутствия при совершении литургии. 24-й псалом состоит в 4-й кафизме, поют в тех частях православной литургии, куда входит кафизма. Целиком 24-й псалом поют при 3-м часе, в Великое повечерие и во время Великого поста, в понедельник Страстной седмицы, в праздники Богоявления и Благовещения. Отдельные стихи псалма поют по разным случаям.
24:1 «к Тебе, Господи, возношу душу мою» поют на службе об усопших.
24:13 «душа его пребудет во благе, и семя его наследует землю» поют на панихиде, в чине погребения младенцев, в чине погребения священников, в субботу в заупокойном прокимне.
24:16 «призри на меня и помилуй меня, ибо я одинок и угнетён» поют над болеющим.
Католицизм
По уставу святого Бенедикта 24-й псалом поют на воскресной утрени.
Иудаизм
24-й псалом произносят в утренних молитвах, в покаянной мольбе постных дней, поют на слихот.

## В иконографии
Кандидат искусствоведения Анастасия Долгова считала стих «пути́ Твоя́, Го́споди, скажи́ ми и стезя́мъ Твои́мъ научи́ мя» (Пс. 24:4) ключевой фразой для понимания иконографии «Лабиринта духовного» в русской иконописи Нового времени. На обеих сохранившихся до нашего времени иконах этого типа приведены именно эти стихи.